# TOKYO JUKEBOX
『TOKYO JUKEBOX』（トーキョージュークボックス）はTBSラジオの音楽番組。放送時間は毎週火曜 - 金曜 17:50 - 22:00。2016年9月27日開始。2017年3月24日に終了した。

## 概要
2015年度、ナイターオフの火曜 - 金曜に編成されていた『ザ・トップ5』（18時台 - 20時台、2011年度より放送）『SOUND AVENUE 905』（21時台）の放送枠を統合して開始した、4時間のワイド番組である。
この番組は「TOKYO JUKEBOX」という名の「架空のジュークボックス」という設定で、パーソナリティ・ゲスト・スタッフ・リスナーと一緒に、放送日のテーマに合わせた「古今東西の名曲」を収集して送る「夜活をサポートする音楽バラエティ」番組である。具体的には「夜活」にちなんだテーマを設定し、いわゆる「夜のサポート ミュージック」を送る。
この番組のスタートに先駆け、同年8月26日 17:50 - 22:00に前夜祭として、担当する日替わりパーソナリティが集合し、「夏の終わり」をテーマに選曲して、トークと共に放送した。

## パーソナリティ
☆はTBSテレビアナウンサー
- 火曜：マキタスポーツ・国山ハセン☆
- 水曜：篠原ともえ・杉山真也☆
- 木曜：やついいちろう・上村彩子☆
- 金曜：蟹江一平・高畑百合子☆

### ピンチヒッター
カッコ内は代役前のレギュラー出演者
- 2016年9月30日（金） - 小倉弘子（高畑）
- 2016年10月6日（木） - 六角精児（やつい）
- 2016年11月3日 / 2017年1月5日（木） - たかのてるこ（やつい）

### コーナー出演
- 全曜日20時台：半井小絵[5]
- 火曜：BOYS AND MEN[6]
- 水曜：Da-iCE[7]、
- 木曜：成瀬心美・かすみりさ[8]、XOX
- 金曜：A.B.C-Z・小桜エツコ[9]、空想委員会

## タイムテーブル
- 17:50：オープニング
- 17:56：交通情報
- 18:00：18時台 オープニング～パーソナリティの1週間
- 18:25：フロート番組枠①
  - 水：話話話芸（2016年12月21日まで）[10][11]
  - 木：成瀬心美とかすみりさの、もうすぐオトナ時間
  - 金：ダイヤルA.B.C☆E[12]
- 18:54：交通情報、天気予報
- 19:10：快適生活 ラジオショッピング
- 19:15：ゲスト コーナー
- 19:50：TBSニュース
- 19:54：交通情報、天気予報
- 20:00：20時台 オープニング
  - ここで、ネット局の大多数（北陸放送は金曜日のみ）が飛び乗り。
- 20:10：半井 お天気NAVI♥（休止の場合あり）
- 20:40：夜活しナイト
- 20:54：交通情報、天気予報（TBS以外はBGMのみ放送）
  - ラジオ福島、静岡放送、中国放送、山陽放送、大分放送、北陸放送（金曜のみ）以外は、ここで飛び降り。
- 21:00（北陸放送=火-木曜日はここから飛び乗り）
- 21:05：DEEP JUKEBOX
  - 水：クルクルテクノポップ
- 21:30：女子活 ARTIST BOX（フロート番組枠②）
  - 火：TOKYO BOYMEN CITY
  - 水：Da-iCE BOX
  - 木：XOX &radio
  - 金：空想委員会 ラジオ放送支部
  - 静岡放送、中国放送は、「女子活～」終了後一曲流した21:48ごろにエンディングの形なしで飛び降り。
- 21:54：エンディング

## ネット局
放送時間の早い順から記載。
| 放送対象地域   | 放送局                        | 放送時間                                     | 備考   |
| -------------- | ----------------------------- | -------------------------------------------- | ------ |
| 関東広域圏     | TBSラジオ                     | 火曜 - 金曜 17:50 - 22:00                    | 製作局 |
| 静岡県         | 静岡放送（SBS）               | 火曜 - 金曜 20:00 - 21:50                    |        |
| 広島県         | 中国放送（RCC）               | 火曜 - 金曜 20:00 - 21:50                    |        |
| 岡山県         | 山陽放送（RSK）               | 火曜 - 金曜 20:00 - 22:00                    |        |
| 大分県         | 大分放送（OBS）               | 火曜 - 金曜 20:00 - 22:00                    |        |
| 青森県         | 青森放送（RAB）               | 火曜 - 金曜 20:00 - 21:00                    |        |
| 岩手県         | IBC岩手放送                   | 火曜 - 金曜 20:00 - 21:00                    |        |
| 宮城県         | 東北放送（TBC）               | 火曜 - 金曜 20:00 - 21:00                    |        |
| 秋田県         | 秋田放送（ABS）               | 火曜 - 金曜 20:00 - 21:00                    |        |
| 福島県         | ラジオ福島（rfc）             | 火曜 - 金曜 20:00 - 21:00                    | [ 13 ] |
| 新潟県         | 新潟放送（BSN）               | 火曜 - 金曜 20:00 - 21:00                    |        |
| 長野県         | 信越放送（SBC）               | 火曜 - 金曜 20:00 - 21:00                    |        |
| 山梨県         | 山梨放送（YBS）               | 火曜 - 金曜 20:00 - 21:00                    |        |
| 兵庫県         | ラジオ関西（CRK）             | 火曜 - 金曜 20:00 - 21:00                    |        |
| 島根県・鳥取県 | 山陰放送（BSS）               | 火曜 - 金曜 20:00 - 21:00                    |        |
| 山口県         | 山口放送（KRY）               | 火曜 - 金曜 20:00 - 21:00                    |        |
| 高知県         | 高知放送（RKC）               | 火曜 - 金曜 20:00 - 21:00                    |        |
| 長崎県・佐賀県 | 長崎放送（NBC） NBCラジオ佐賀 | 火曜 - 金曜 20:00 - 21:00                    |        |
| 宮崎県         | 宮崎放送（MRT）               | 火曜 - 金曜 20:00 - 21:00                    |        |
| 鹿児島県       | 南日本放送（MBC）             | 火曜 - 金曜 20:00 - 21:00                    |        |
| 石川県         | 北陸放送（MRO）               | 火曜 - 木曜 21:00 - 22:00 金曜 20:00 - 22:00 |        |
| 中京広域圏     | CBCラジオ                     | 火曜 - 木曜 20:00 - 21:00                    | [ 14 ] |
| 愛媛県         | 南海放送（RNB）               | 火曜 - 木曜 20:00 - 21:00                    | [ 15 ] |

## テーマソング
- Sex & Drugs & Rock & Roll（イアン・デューリー）
  - 時報前のトーク枠およびエンディング、番宣スポットで流れる。